# Nyers Rezső (politikus)
Nyers Rezső (Budapest, 1923. március 21. – Budapest, 2018. június 22.) magyar közgazdász, politikus, egyetemi oktató. A Hegedüs-kormány, majd a második Nagy Imre-kormány élelmiszeripari minisztere (1956), a Münnich-kormány és a második Kádár-kormány egyik pénzügyminisztere (1960–1962). Az 1960-as években a nagy hatású reformok egyik vezéralakja, az új gazdasági mechanizmus kidolgozásáért felelős szakbizottságok első számú vezetője. 1988–1989 között a Németh-kormány államminisztere Pozsgay Imre mellett, 1989-ben a Magyar Szocialista Munkáspárt elnökeként az államszocialista Magyarország utolsó vezetője, a párt felbomlását követően pedig 1989–1990-ig a Magyar Szocialista Párt első elnöke.

## Fiatalkora
Budapesten született Nyers Rezső (1898–1956) lakatos-segéd és Nagy Julianna (1899–1973) gyermekeként. 1938-ban kezdett el előbb betűszedőként, majd nyomdászként dolgozni 1944-ig. Már 1940-ben belépett a Magyarországi Szociáldemokrata Pártba, melynek 1945 és 1946 között kispesti titkárhelyettese volt. 1945-ben beválasztották Kispest képviselő-testületébe. (A városnak 1947-től édesapja volt a polgármestere.) 1946 és 1947 között a Népszava kiadóhivatalában dolgozott, majd 1947-ben az SZDP Pest megyei és Pest környéki titkárhelyettese, később titkára lett.

## A szocialista Magyarországon
Az SZDP és az MKP kényszerű egyesülése után a Magyar Dolgozók Pártjának Központi Vezetőségének (KV) póttagja, valamint a párt Pest Megyei Bizottságának szervezőtitkára lett. 1948-ban a lemondatott Kisházi Ödön helyére hívták be az országgyűlésbe, melynek 1953-ig maradt tagja. 1951-ben a Belkereskedelmi Minisztérium zöldség- és gyümölcs főosztályának vezetőjévé nevezték ki. Ugyanebben az évben kezdte meg egyetemi tanulmányait a Marx Károly Közgazdaságtudományi Egyetemen, emellett 1954-től a Kossuth Akadémia tanulója is volt. Mindkét helyen 1956-ban végzett.
1954-ben a Szövetkezetek Országos Szövetségének (Szövosz) elnökhelyettese és az MDP KV tagja lett. 1956-ban Hegedüs András kormányában rövid ideig élelmiszeripari miniszter volt. Az MDP-ből alakult Magyar Szocialista Munkáspárt alapító tagja. A Kádár János vezette Magyar Forradalmi Munkás-Paraszt Kormány közellátási kormánybiztosa volt, majd 1957-ben a Szövosz elnöke és az MSZMP Központi Bizottságának tagja lett (utóbbinak 1989-ig tagja maradt). 1958-ban újra országgyűlési képviselő lett és maradt a rendszerváltás után is, egészen 1998-as visszavonulásáig (Bács-Kiskun megyéből, ill. kecskeméti választókerületből szerezve a mandátumokat, 1990 után pedig a budapesti területi listáról).
1960-ban kinevezték pénzügyminiszterré, majd 1962-ben az MSZMP KB titkárává nevezték ki és vált a PB póttagjává, melynek 1966-ban lett tagja. 1968-ban Fock Jenővel, a Minisztertanács akkori elnökével dolgozták ki a korabeli gazdasági reformcsomagot, az új gazdasági mechanizmust, melyet aztán a párt Komócsin Zoltán-féle dogmatikus szárnyának térnyerése folytán leállítottak. Ekkor egy időre politikai parkolópályára került.
1974-ben a Magyar Tudományos Akadémia Közgazdaságtudományi Intézetének igazgatójává nevezték ki, emiatt távozott a párt KB-titkári posztjáról, majd 1975-ben kikerült az MSZMP PB-ből is. 1976-ban a Közgazdasági Szemle szerkesztőbizottságának elnöke lett. 1980-ban az Országgyűlés kereskedelmi bizottságának elnökévé választották. 1981-ben az intézet tudományos tanácsadója lett. Emellett 1983 és 1990 között a Magyar Közgazdasági Társaság alelnöki posztját is betöltötte. A párton belüli reformmozgalmak erősödése idején (melynek ő is tagja volt), 1987-ben először az Országgyűlés reformbizottságának elnökévé választották, majd 1988-ban újra az MSZMP PB tagja és államminiszter lett. Emellett az Új Márciusi Front (ÚMF) alapítója is volt. 1989 júniusában az MSZMP elnökévé és a Politikai Intéző Bizottság tagjává választották, mely tisztségeket az októberi pártkongresszusig töltötte be.

## A rendszerváltás után
Amikor az MSZMP 1989-ben kimondta feloszlását, ill. a Magyar Szocialista Párt megalakítását, az új párt elnökévé választották, ezt a pozícióját 1990-ig töltötte be.
Az 1990-es országgyűlési választáson az MSZP budapesti területi listájáról szerzett mandátumot. 1992-ig a választási és mandátumvizsgáló-bizottság elnöke volt, majd 1994-ig a számvevőszéki bizottság alelnökeként dolgozott. Az 1994-es országgyűlési választáson újra az MSZP budapesti területi listájáról szerzett mandátumot, a számvevőszéki bizottság tagja és az MSZP-frakció etikai bizottságának elnöke volt. 1998-ban visszavonult a politikától.
1993 és 1995 között a Magyar Nemzeti Bank felügyelőbizottságának tagja volt. A Budapesti Corvinus Egyetem címzetes egyetemi tanára.
Novák Előd, a Jobbik alelnöke 2014. november 4-én Nagy Imre és társai kivégzésével összefüggésben felbujtóként elkövetett emberölés, jogellenes fogva tartás és bűnpártolás címén feljelentette a Legfőbb Ügyészségen.

## Családja
Felesége 1988-ban hunyt el, házasságukból egy gyermek született, Nyers Rezső, aki a Magyar Nemzeti Bank ügyvezető igazgatójaként és a Magyar Bankszövetség főtitkáraként tevékenykedett.

## Művei
- Dégen Imre–Nyers Rezső–Mészáros Sándor: A földművesszövetkezetek feladatairól. Cikkgyűjtemény; SZÖVOSZ, Bp., 1955
- A földművesszövetkezetek szerepe a város és a falu áruforgalmában; Vörös Csillag Ny., Bp., 1955
- Szövetkezetek a Magyar Népi Demokráciában; Kossuth, Bp., 1959
- Szövetkezeti mozgalom a mai Magyarországon; Szövetkezeti Kutató és Üzemszervezési Iroda, Bp., 1962 (Tanulmányok. Szövetkezeti Kutató és Üzemszervezési Iroda) (angolul is: The cooperative movement in Hungary)
- Szövetkezeti mozgalom a mai Magyarországon; Közgazdasági és Jogi, Bp., 1962
- A műszaki fejlesztés szerepe gazdaságpolitikánkban; Kossuth, Bp., 1964 (Az MSZMP Központi Bizottsága politikai akadémiája)
- A gazdasági irányítás átfogó reformja. A Magyar Szocialista Munkáspárt Központi Bizottságának ülése. 1965. nov. 18-20.; előadói beszéd Nyers Rezső: Gazdaságirányítási rendszerünk átfogó felülvizsgálatáról; Kossuth, Bp., 1965
- A reform: eszköz, a dolgozók jobb élete: cél. Az Országgyűlés 1967. júl. 12-14-i ülésszakának anyagából; Fock Jenő, Nyers Rezső beszédeivel; Kossuth, Bp., 1967
- Gazdaságpolitikánk és a gazdasági mechanizmus reformja; Kossuth, Bp., 1968
- A szocialista gazdasági integráció elvi és gyakorlati kérdései; Kossuth, Bp., 1969 (Az MSZMP Központi Bizottsága politikai akadémiája)
- Időszerű gazdaságpolitikai kérdések. Nyers Rezső előadói beszéde. Országos Agitációs és Propaganda Tanácskozás 1969; Kossuth, Bp., 1969
- Bagota Béla–Garam József: 25 kérdés és válasz gazdaságpolitikai kérdésekről. Interjú Nyers Rezső elvtárssal; Kossuth, Bp., 1969
- Nyers Rezső–Bálint József: Una reforma silenciosa. A nova economia da Hungria; Paralelo, Petrópolis, 1970
- A jövedelmezőség és a jövedelemelosztás problémái hazánkban; Kossuth, Bp., 1970 (Az MSZMP Központi Bizottsága politikai akadémiája)
- Szövetkezetpolitikánk kérdései (1970)
- Országos Agitációs és Propaganda Tanácskozás. 1972. február 3. / Nyers Rezső: A tömegpolitikai munka feladatai a gazdaságpolitika végrehajtásában / Óvári Miklós: Az agitációs és propagandamunka néhány időszerű kérdése; Kossuth, Bp., 1972
- Népgazdaságunk a szocializmus építésének útján; Kossuth, Bp., 1973 (Közgazdasági ismeretek)
- Gazdaság és politika kölcsönhatása; Alföldi Ny., Debrecen, 1981
- Útkeresés, reformok; Magvető, Bp., 1988
- "A reformhoz kötöttem sorsomat". Nyers Rezsővel beszélget Baló György és Domány András; Alföldi Nyomda, Debrecen, 1989
- Váczi Tamás: Újra a reformok élén; beszélgetőtárs Nyers Rezső; Bács-Kiskun megyei Lapkiadó Vállalat, Kecskemét, 1990
- Beszélgetések Nyers Rezsővel; beszélgetőtárs Huszár Tibor; Kossuth, Bp., 2004

## Díjai, elismerései
- Radnóti Miklós antirasszista díj (2007)
- Húszéves a Köztársaság díj (2009)[8]